# Kiss the Boys Goodbye
Kiss the Boys Goodbye (Beija os Rapazes e Adeus (título em Portugal) ou Garota de Encomenda (título no Brasil)) é um filme estadunidense de 1941, dirigido por Victor Schertzinger. O roteiro é baseado em uma peça de Clare Boothe Luce. O elenco principal inclui Don Ameche e Mary Martin.